# Kościół św. Michała Archanioła w Opolu-Półwsi
Kościół Świętego Michała Archanioła – kościół rzymskokatolicki, jest kościołem parafialnym Parafii św. Michała Archanioła w Opolu-Półwsi w Opolu w województwie opolskim. Kościół położony jest przy skrzyżowaniu ulicy Domańskiego z Wrocławską w Opolu-Półwsi i należy do dekanatu Opole-Szczepanowice w diecezji opolskiej.
8 lipca 2011 roku, pod numerem A-164/2011 świątynia została wpisana do rejestru zabytków województwa opolskiego.

## Historia

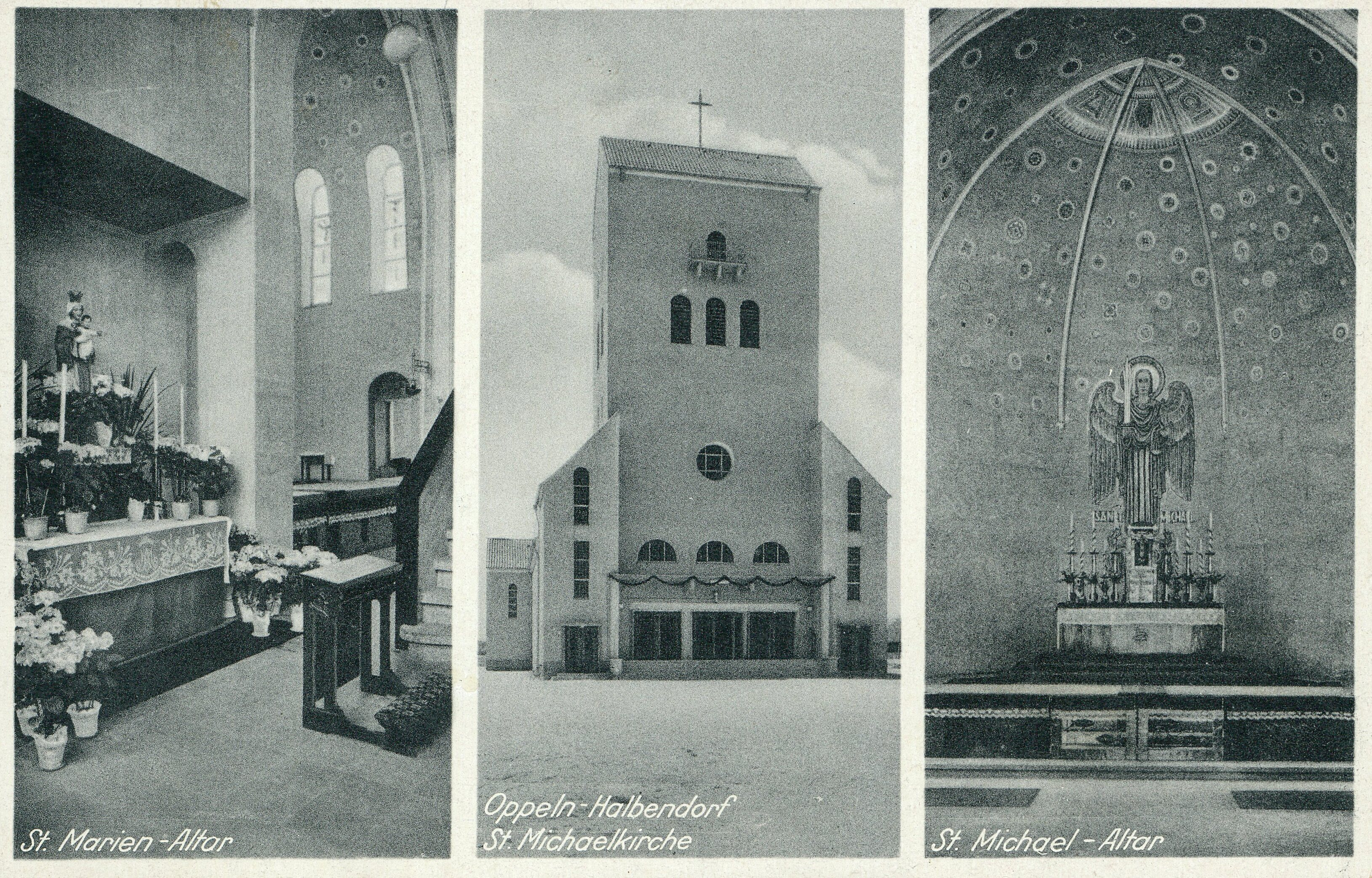
Kościół na starej pocztówce z ok. 1938 r.

Ziemię na budowę świątyni i plebanii podarowali gospodarze z Półwsi: Paul Kandziora i Franz Kolosa. Projektantem kościoła został architekt Anton Makros. Prace budowlane rozpoczęły się wiosną 1936 roku, a zostały zakończone w połowie 1937 roku. 26 września 1937 roku świątynia została konsekrowana przez księdza kardynała Adolfa Bertrama, przy współudziale proboszcza parafii Podwyższenia Krzyża Świętego w Opolu księdza prałata Józefa Kubisa i pierwszego proboszcza parafii księdza Wilhelma Gorlicha.

## Architektura i wnętrze kościoła
Ołtarze boczne kościoła ozdabiają płaskorzeźby ukazujące sceny z życia Józefa egipskiego i z życia św. Józefa i Maryi. Na uwagę zasługują również:
- Droga krzyżowa,
- drewniany strop z wizerunkami apostołów[3]

## Organy
Organy zostały wykonane przez firmę Rieger z Karniowa w 1937 roku. Mają 26 głosów, z których jeden jest transmitowany z manuału I. W 2006 roku był instrument remontowany przez zakład organmistrzowski ''Kamerton'' Wiesława Jelenia z Olszynki.
Dyspozycja instrumentu:
| Manuał I          | Manuał II               | Pedał            |
| ----------------- | ----------------------- | ---------------- |
| 1. Trompete 8'    | 1. Schwebung aeoline 8' | 1. Regal 4'      |
| 2. Quintadena 16' | 2. Dulciana 8' (tr. I)  | 2. Posaune 16'   |
| 3. Mixtur 5-f.    | 3. Liebl. gedeckt 8'    | 3. Choralbass 4' |
| 4. Oktave 2'      | 4. Ital. principal 8'   | 4. Oktavbass 8'  |
| 5. Quinte 2 2/3'  | 5. Nachthorn ged. 4'    | 5. Subbass 16'   |
| 6. Oktave 4'      | 6. Klein principal 4'   | 6. Echobass 16'  |
| 7. Rohrflöte 4'   | 7. Quertflöte 2'        |                  |
| 8. Principal 8'   | 8. Tertian 2-f.         |                  |
| 9. Gemshorn 8'    | 9. Scharff 3-f.         |                  |
| 10. Dulciana 8'   | 10. Engl. horn 8'       |                  |